# Matthias Kiesler

Matthias Kiesler – Botschafter in Armenien

Matthias Kiesler (* 22. Februar 1962 in Lüdenscheid) ist ein deutscher Diplomat. Seit August 2024 vertritt er die Bundesrepublik Deutschland als Generalkonsul in Almaty/Kasachstan.

## Leben
Kiesler begann nach dem Abitur 1981 und der Ableistung des Wehrdienstes bei der Bundeswehr 1982 ein Studium der Fächer Elektrotechnik und Informatik, das er 1989 als Diplom-Ingenieur abschloss. Danach begann er 1989 seine berufliche Laufbahn als Vertriebsingenieur bei der Robert Bosch GmbH.
1991 begann Kiesler den Vorbereitungsdienst für den höheren Auswärtigen Dienst und war nach dessen Abschluss von 1993 bis 1995 zunächst im Auswärtigen Amt sowie danach zwischen 1995 und 1998 an der Botschaft in Pakistan tätig. Anschließend folgte von 1998 bis 2001 eine Verwendung als Ständiger Vertreter des Botschafters im Jemen sowie zwischen 2001 und 2004 im Auswärtigen Amt, ehe er von 2004 bis 2006 an der Botschaft in Ägypten tätig war. Nachdem er zwischen 2006 und 2007 Mitarbeiter der Botschaft im Irak war, übernahm er von 2007 bis 2009 die Funktion als stellvertretender Leiter eines Referats im Auswärtigen Amt sowie daraufhin zwischen 2009 und 2010 als Leiter der Außenstelle der Botschaft im Sudan in Juba, der heutigen Hauptstadt des Südsudan.
Nach seiner Rückkehr war Kiesler 2010 zunächst wieder im Auswärtigen Amt tätig sowie von 2010 bis 2011 als Ständiger Vertreter des Botschafters in Libyen und im Anschluss zwischen 2011 und 2015 als Ständiger Vertreter des Botschafters im Kosovo.
2015 wurde Kiesler als Nachfolger des in den Ruhestand getretenen Reiner Morell Botschafter der Bundesrepublik Deutschland in Armenien. Dort wurde er 2019 durch Michael Banzhaf abgelöst. Kiesler wechselte als Referatsleiter „Förderung von Deutsch als Fremdsprache, Partnerschulinitiative PASCH“ in das Auswärtige Amt in Berlin. Von März 2023 bis Juli 2024 leitete er im Auswärtigen Amt das neu geschaffene Referat "Internationale Medienpolitik, Deutsche Welle, Journalistenschutzprogramm Hannah-Arendt-Initiative", bevor er im August 2024 den Posten als Generalkonsul in Almaty in der Republik Kasachstan aufnahm.